# Partizánske
 Ovo je glavno značenje pojma Partizánske. Za Okrug pogledajte Okrug Partizánske.
Partizánske (mađ. Simony) je grad u zapadnoj Slovačkoj u Trenčinskom kraju. Grad je upravno središte Okruga Partizánske.

## Zemljopis
Grad je smješten u sjevernom dijelu Podunavskih brda, oko 55 km od grada Nitre, leži na rijeci Nitri, u blizini Tribeč planine.

## Povijest
Partizánske je relativno mlad grad. Njegova povijest počinje 1938. – 1939., kada je tvrtka za proizvodnju obuće Bata sagradila tvornicu cipela na području katastarske općina Šimonovany. Stvoreno naselje za radnike nosio je ime Baťovany i bio je dio općine Šimonovany. S rastom tvornice, tako je raslo i naselje. Kasnije je cijela općina preimenovana u Baťovany, a status grada Batovany je dobio 1948. godine. Kao znak priznanja lokalnog stanovništva borbi protiv fašista, grad je preimenovan u Partizánske 9. veljače 1949. godine. Tvornica je preimenovana u "Závody 29. augusta", u tvornici se proizvodilo 30 milijuna pari cipela i bilo zaposleno oko 10.000 ljudi. Nakon privatizacije 1990. godine u tvornici je ostao samo malo dio zaposlenika.

## Stanovništvo
| Godina:     | 1993.  | 2003.   | 2013.   | 2023.    |
| ----------- | ------ | ------- | ------- | -------- |
| Broj ljudi: | 27 007 | 24 686  | 23 709  | 20 607   |
| Razlika:    |        | -8,59 % | -3,95 % | -13,08 % |

| Godina:     | 2022.  | 2023.   |
| ----------- | ------ | ------- |
| Broj ljudi: | 20 871 | 20 607  |
| Razlika:    |        | -1,26 % |

Po popisu stanovništva iz 2001. godine grad je imao 24.907 stanovnika. Po popisu stanovništva u gradu živi najviše Slovaka.
- Slovaci – 97,71 %
- Česi – 0,69 %
- Romi – 0,35 %

Prema vjeroispovijesti najviše je rimokatolika 73,88 %, ateista 18,07 % i luterana 2,95 %.

## Vanjske poveznice
- Službena stranica grada

### Ostali projekti
|  | Zajednički poslužitelj ima još gradiva o temi Partizánske |